# Laktid
Laktid je cyklický diester kyseliny mléčné (2-hydroxypropanové). Kyselina mléčná nemůže vytvořit lakton jako ostatní hydroxykyselny, protože je hydroxyskupina příliš blízko karboxylové skupině; místo toho nejprve tvoří dimer. Tento dimer má hydroxylovou skupinu dostatečně daleko od karboxylové, aby došlo ke vzniku laktonu, místo toho však vytváří cyklický diester známý jako laktid - ten lze připravit zahříváním kyseliny mléčné za přítomnosti kyselého katalyzátoru.
Pojem laktid obecně označuje cyklický diester, dilakton vzniklý z dvou molekul libovolné 2-hydroxykarboxylové kyseliny.

## Stereoizomery
Kyselina mléčná je chirální; tvoří dva stereoizomery: kyselinu L-mléčnou a kyselinu D-mléčnou. Z tohoto důvodu laktid obsahuje dvě chirální centra a existuje ve třech izomerech:

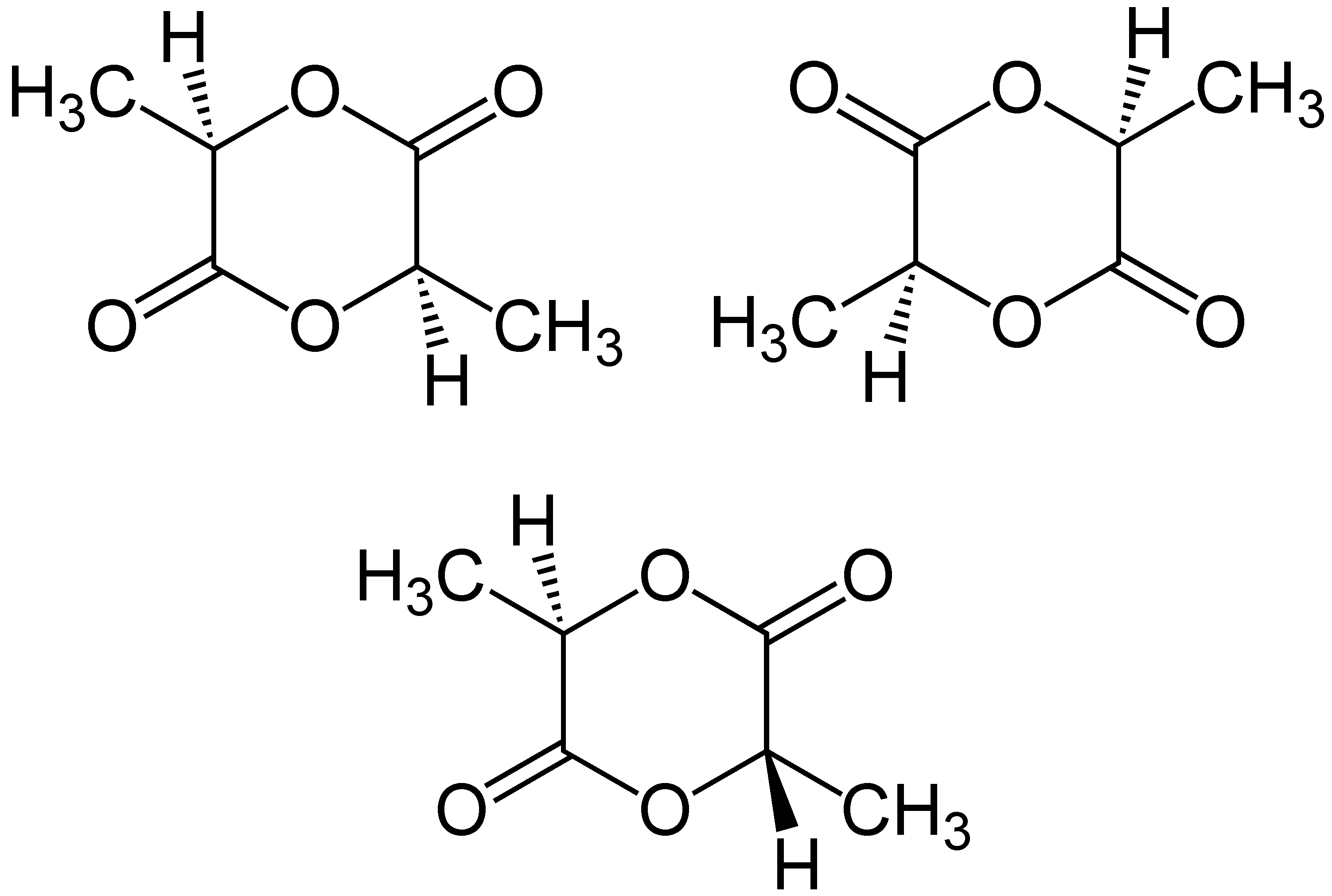
Izomery laktidu; L-izomer vzniká ze dvou molekul kyseliny L-mléčné, D-izomer ze dvou molekul kyseliny D-mléčné a mezo-izomer z jedné D-mléčné a jedné L-mléčné kyseliny.
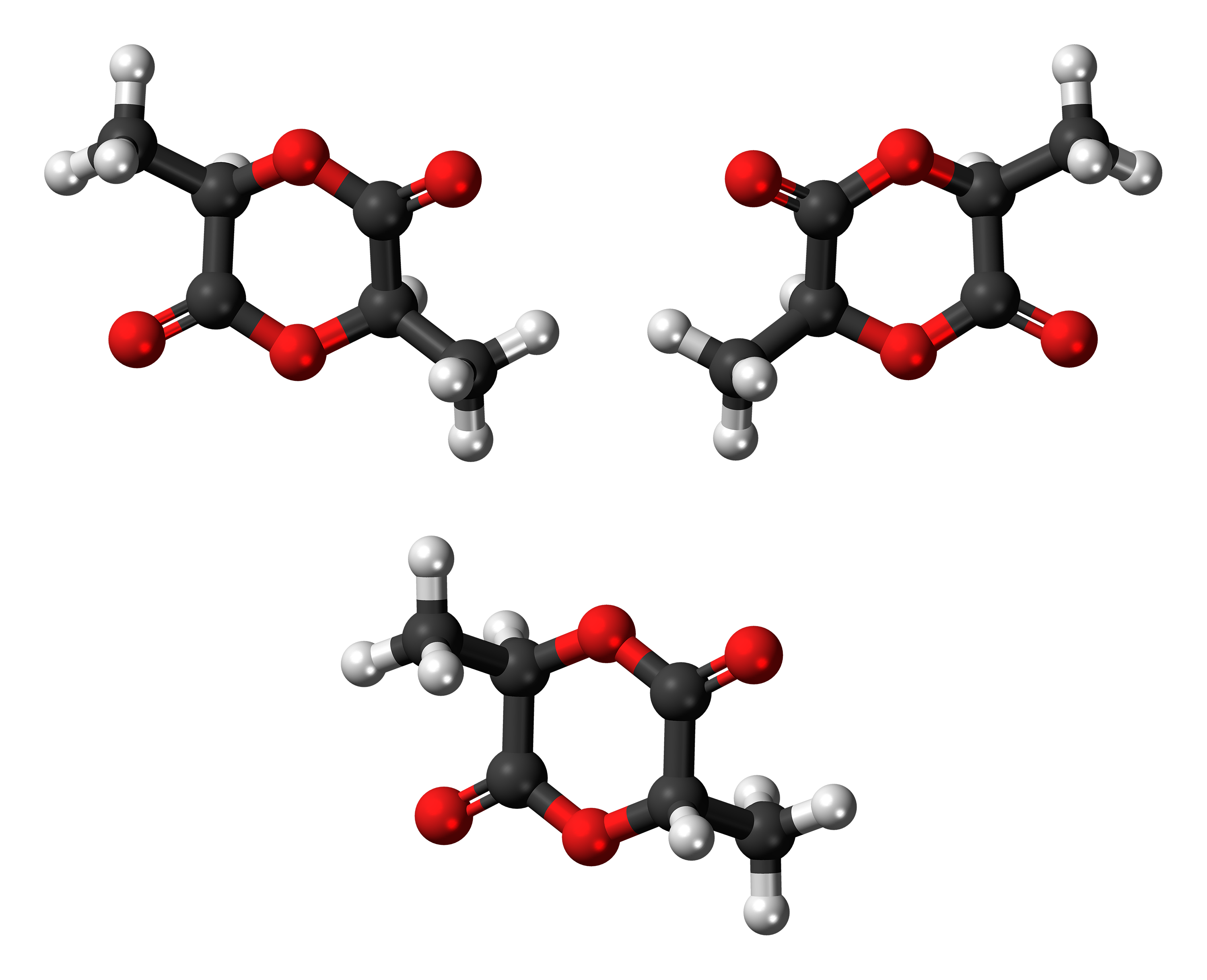
Modely molekul izomerů laktidu

## Polymerace
Laktid může být při použití vhodných katalyzátorů polymerován za vzniku polylaktidu: